# اسواروگ
اسواروگ (به روسی: Сваро́гъ) در اساطیر اسلاو، برابر ایزد بالتی اسوانتویت، باشندهٔ درخشان، ایزد آسمان، آتش، پدر همگان، سازنده همه چیز و آهنگر ایزدان بود. او پدر داژبوگ (خورشید) و اسواروژیچ (آتش) به‌شمار می‌رفت. اینها مهم‌ترین ایزدان عناصر بودند، چون نور و گرما به زمین می‌بخشیدند، که بخش اعظم سال در سرما به سر می‌برد. او را نباید با پرون، دیگر ایزد رعد و آسمان اشتباه گرفت، زیرا اسواروگ ایزد جهان است و پرون متعلق به طبقات پایین‌تر آسمان، که می‌تواند تفسیری با جو و اتمسفر داشته باشد. اسواروگ یکی از اعضای سه‌گانه بزرگترین و قدرتمندترین ایزدان اسلاوی، در کنار پرون و ایزد جنگ اسوانتویت به حساب می‌آمد. اسواروگ در اساطیر یونانی قابل قیاس با ایزد صنعتگر هفائستوس است. بر طبق افسانه‌ها اسواروگ با لادا ازدواج نمود و تنها با کمک او قادر به خلق جهان بود. او خلق جهان را با قرار دادن ۱۲ ستون به عنوان تکیه‌گاه طاق فلکی به اتمام رسانید.